# 黄水乡 (西昌市)
黄水乡，是中华人民共和国四川省凉山彝族自治州西昌市曾经下辖的一个乡。2019年12月，撤销黄水乡，将其所属行政区域划归黄联关镇管辖。

## 行政区划
黄水乡撤销前下辖以下地区：
双龙村、鹿鹤村、洼垴村和书夫村。